# Lithothamnion nodulosum
Lithothamnion nodulosum Foslie, 1895  é o nome botânico  de uma espécie de algas vermelhas  pluricelulares do gênero Lithothamnion, subfamília Melobesioideae.
- São algas marinhas encontradas na Escandinávia.

## Sinonímia
- Lithothamnion gracilescens  Foslie, 1895
- Lithothamnion congregatum  Foslie, 1895
- Lithothamnion nodulosum f. congregatum  (Foslie) Foslie, 1900
- Lithothamnion nodulosum f. gracilescens  (Foslie) Foslie, 1905
- Lithothamnion nodulosum f. saxatilis  Foslie, 1905